# Instituto de Física Aplicada
El Instituto de Física Aplicada (IFA) es un instituto del Consejo Superior de Investigaciones Científicas (CSIC) orientado a la investigación en ciencia en el área de física y las tecnologías físicas y está formado por cuatro departamentos: Metrología, Radiación Electromagnética, Tecnología de Gases y Superficies y Tratamiento de la Información y Codificación, así como un equipo de trabajo adscrito a dirección dedicado a la Tecnología de antenas.

## Descripción
El Instituto se creó en 1995, siendo presidente del CSIC José María Mato de la Paz y su primer director fue Javier Gutiérrez Monreal. 
En el instituto trabajan más de 50 personas, incluyendo 16 científicos de plantilla, que llevan a cabo proyectos nacionales e internacionales con un presupuesto anual de unos 2 millones de euros.